# Обещание (сериал, 2017)
Вижте пояснителната страница за други значения на Обещание.
„Обещание“ (на турски: Söz) е турски военен телевизионен сериал, излязъл на телевизионния екран през 2017 г.

## Излъчване
| Сезон | Сезон | Епизоди | Начало на сезона  | Край на сезона | Всички епизоди | ТВ сезон    | ТВ канал | Дата и час         |
| ----- | ----- | ------- | ----------------- | -------------- | -------------- | ----------- | -------- | ------------------ |
|       | 1     | 12      | 3 април 2017      | 19 юни 2017    | 1 – 12         | 2017        | Star TV  | понеделник (20:00) |
|       | 2     | 38      | 18 септември 2017 | 11 юни 2018    | 13 – 50        | 2017 – 2018 | Star TV  | понеделник (20:00) |
|       | 3     | 34      | 17 септември 2018 | 27 май 2019    | 51 – 84        | 2018 – 2019 | Star TV  | понеделник (20:00) |

## Актьорски състав
- Толга Саръташ – Явуз Карасу/Русият командир
- Айбюке Пусат – Бахар Кутлу Карасу
- Дениз Байсал – Дерия Думан Карасу
- Мерич Арал – Ейлем Мерсие/ Ейлюл
- Нихат Алтънкая – Ердем Коркмаз
- Мустафа Йълдъран – Али Хайдар/ Хафъз
- Бурак Севинч – Фетхи Кулаксъз/ Авджъ
- Гьоркем Севиндик – Мюджахит Серденгечти/Кешанлъ
- Ерен Вурдем – Атеш Аджар/Карабатак
- Доукан Полат - Мансур Юксел/ Ашък
- Айтач Шашмаз – Фейзуллах Алтъпармак/Чайляк
- Илайда Ълдър – Назлъ Коркмаз
- Мехмет Озгур – Агях/Хамит Карасу
- Едже Чешмиоолу – Мелиса
- Серхат Кълъч – Чолак
- Бурак Челик – Селим
- Тимур Аджар – Дерман
- Рухи Саръ – Барон
- Бурджу Биниджи – Джерен
- Кайхан Йълдъзоглу – Йомер
- Мелис Биркан – Линда
- Сарп Аккая – Драган Раткович
- Нил Гюнал – Гюлер Коркмаз
- Едже Окай – Фунда Кутлу
- Ямур Юн – Су
- Кая Аккая – Олджай
- Мелиса Йълдъръмер – Фатма Боздаг
- Дерда Ясир Йенал – Ясин
- Чаан Атакан Арслан – Зафер Яман